# Onthophagus pseudovirens
Onthophagus pseudovirens là một loài bọ cánh cứng trong họ Bọ hung (Scarabaeidae).